# カラカル大隊 (イスラエル国防軍)
カラカル大隊（Caracal Battalion）は、イスラエル国防軍の南部軍に属する歩兵大隊である。第33軽歩兵大隊、第33カラカル大隊などとも呼ばれる。イスラエルでは女性にも兵役義務がある事が知られているが、カラカル大隊は女性兵士が戦闘要員を含む構成員の多くを占める事で知られる。2009年以降、所属兵士の約7割が女性となっている。

## 概要
カラカル大隊の名前はアフリカからアジアに掛けて分布するネコ科の"カラカル"に由来する。イスラエル国防軍では1985年から女性兵士の戦闘部隊への配属を行ってきたが、2000年にカラカル大隊の前身となる部隊が女性兵士の直接戦闘への参加機会を減少させる目的で組織され、2004年に"カラカル大隊"として正式編成された。部隊はその後、エジプトとの国境地域のパトロール任務に就くようになり、2005年のガザ地区からの入植者撤退計画にも投入された。
2006年にはカラカル大隊所属の女性兵士であるノイ少尉が女性として初めて、イスラエル国防軍の狙撃小隊の指揮官となった。2010年にはエリノア・ジョセフが、アラブ系女性兵士として初めて、戦闘部隊であるカラカル大隊に戦闘員として配属された。
2012年9月21日には、エジプトとの国境付近でカラカル大隊の兵士とテロリストグループとの戦闘が発生した。銃撃戦となり、カラカル大隊の女性兵士が爆発物を身につけたテロリストを射殺した 。
2014年10月には、カラカル大隊のパトロール車両がエジプト国境付近で不審な行動を行っている集団の調査に向かった際に銃撃および対戦車ミサイルによる攻撃を受け、2名の兵士が負傷した。負傷者の内1名は女性兵士のベン＝イフェダー大尉で、彼女は車両から投げ出され傷を負ったが、自動小銃で応戦し1名を射殺した 。この事件は当初テロリストによるものと考えられたが、その後の調査で麻薬密輸組織によるものと判明した 。
徴兵制度によりカラカル大隊に配属された女性兵士は、通常2年間の兵役任務に就く（男性は3年間）。最初に4ヶ月間の基礎訓練が行われ、基礎体力作りの他、タボール自動小銃を始めとする各種武器の取り扱いなどを習う。

## 画像

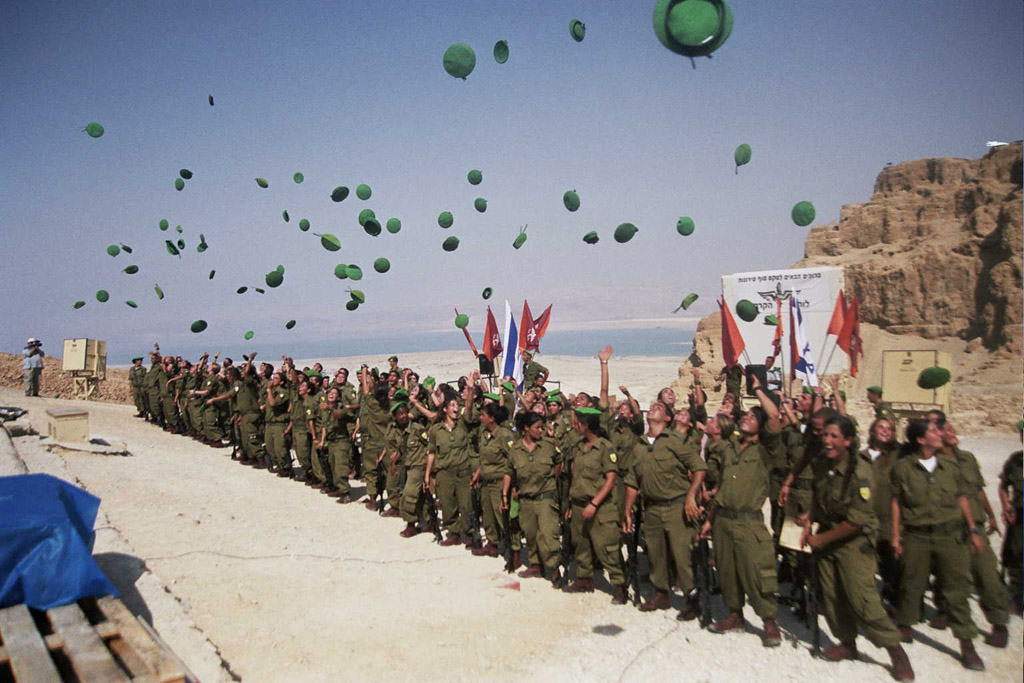
部隊配属時のセレモニーの様子。
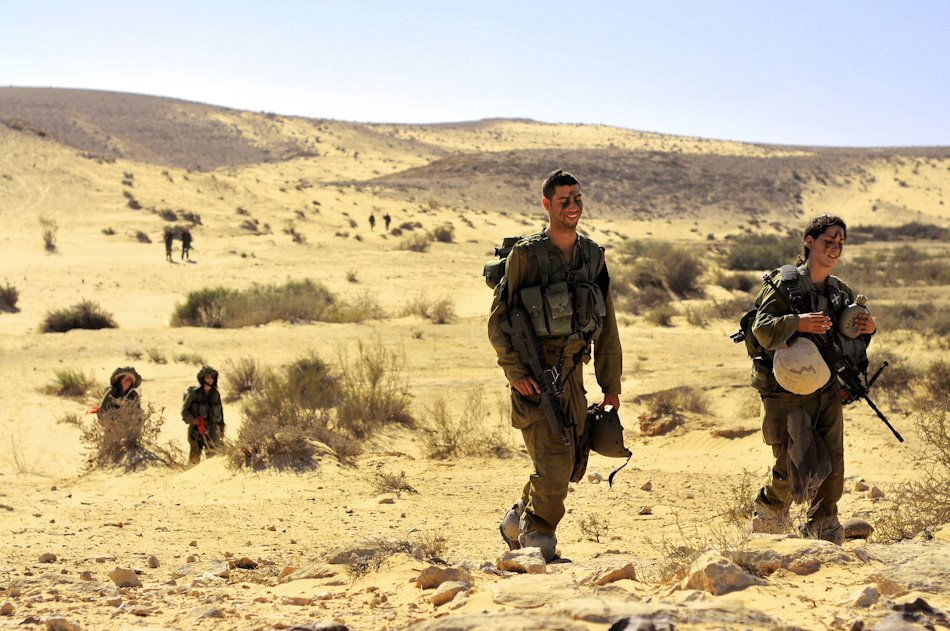
カラカル大隊での基礎訓練時の兵士。男性、女性が同じ訓練を受けている。
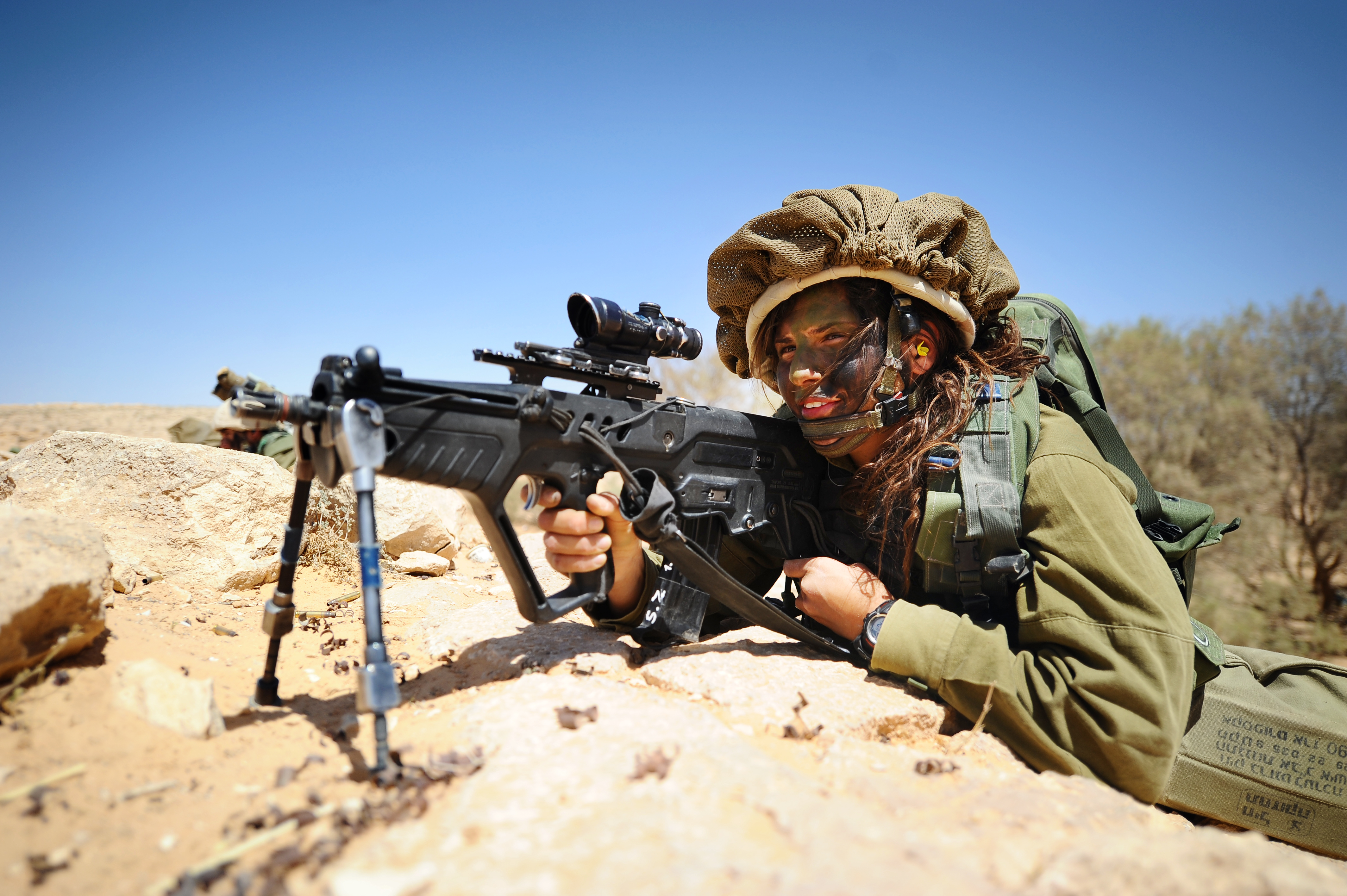
タボールを構えるカラカル大隊の女性兵士。
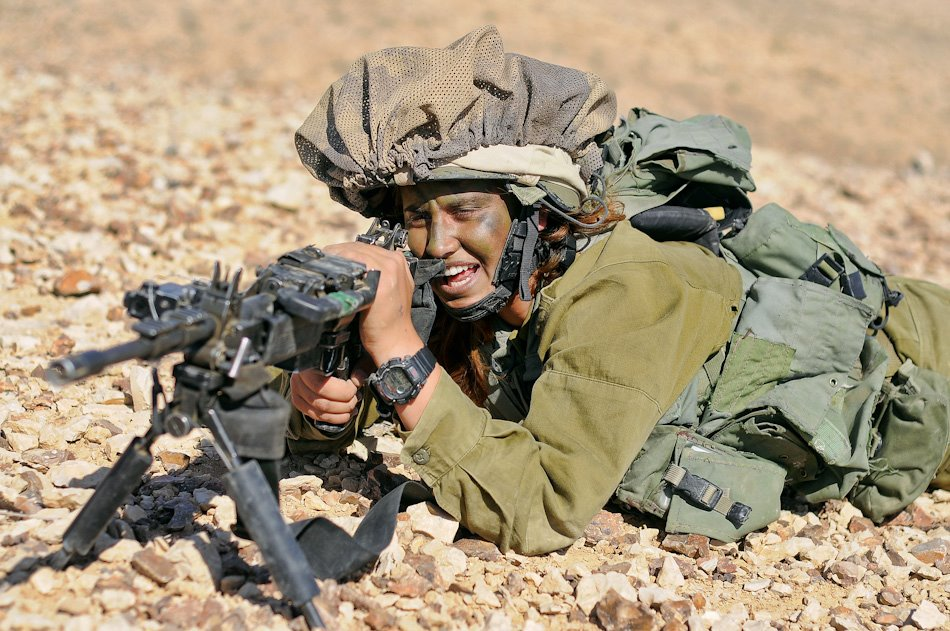
ネゲヴ軽機関銃を構えるカラカル大隊の女性兵士。
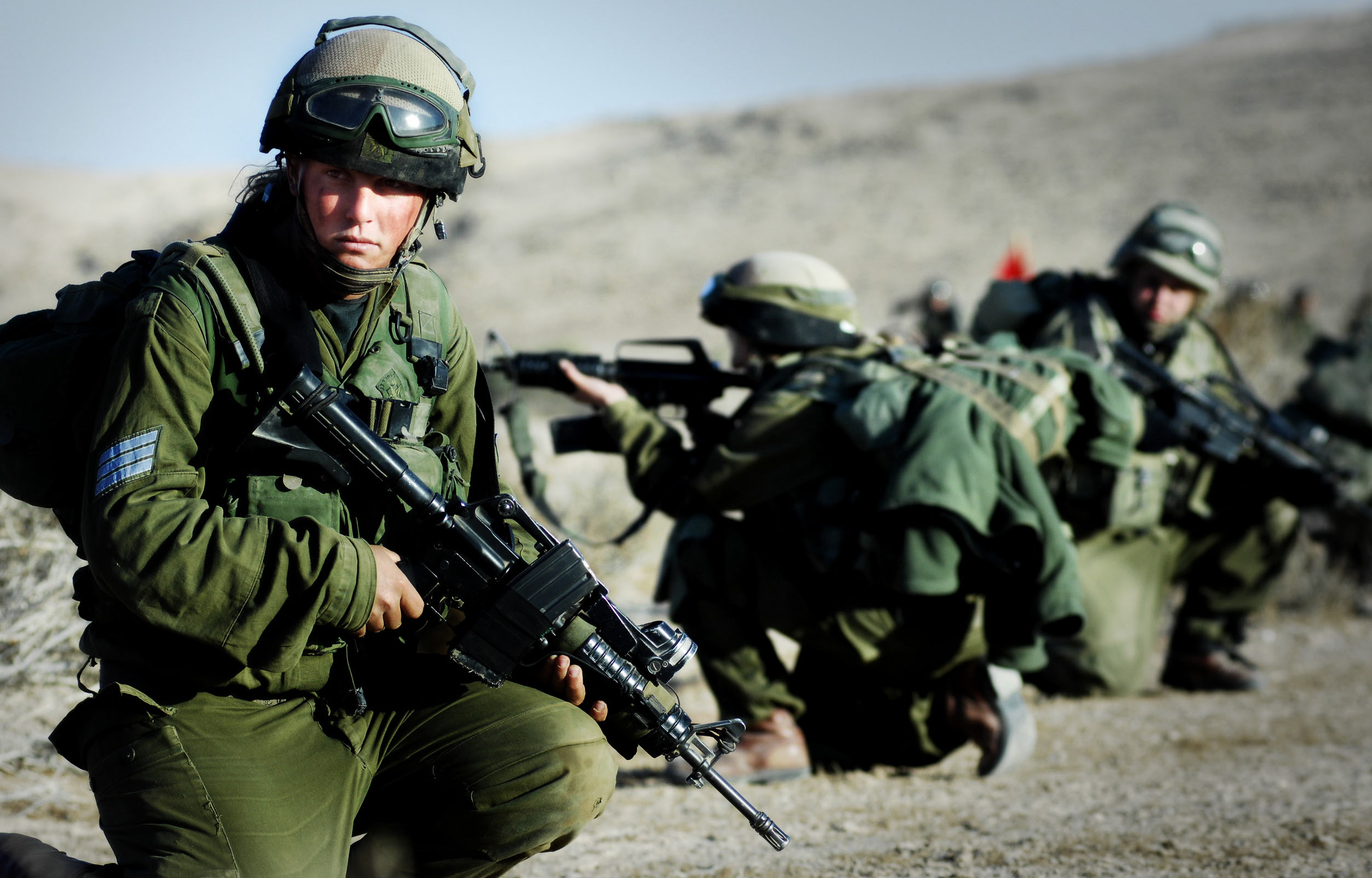
M4カービンを持つカラカル大隊の女性兵士。
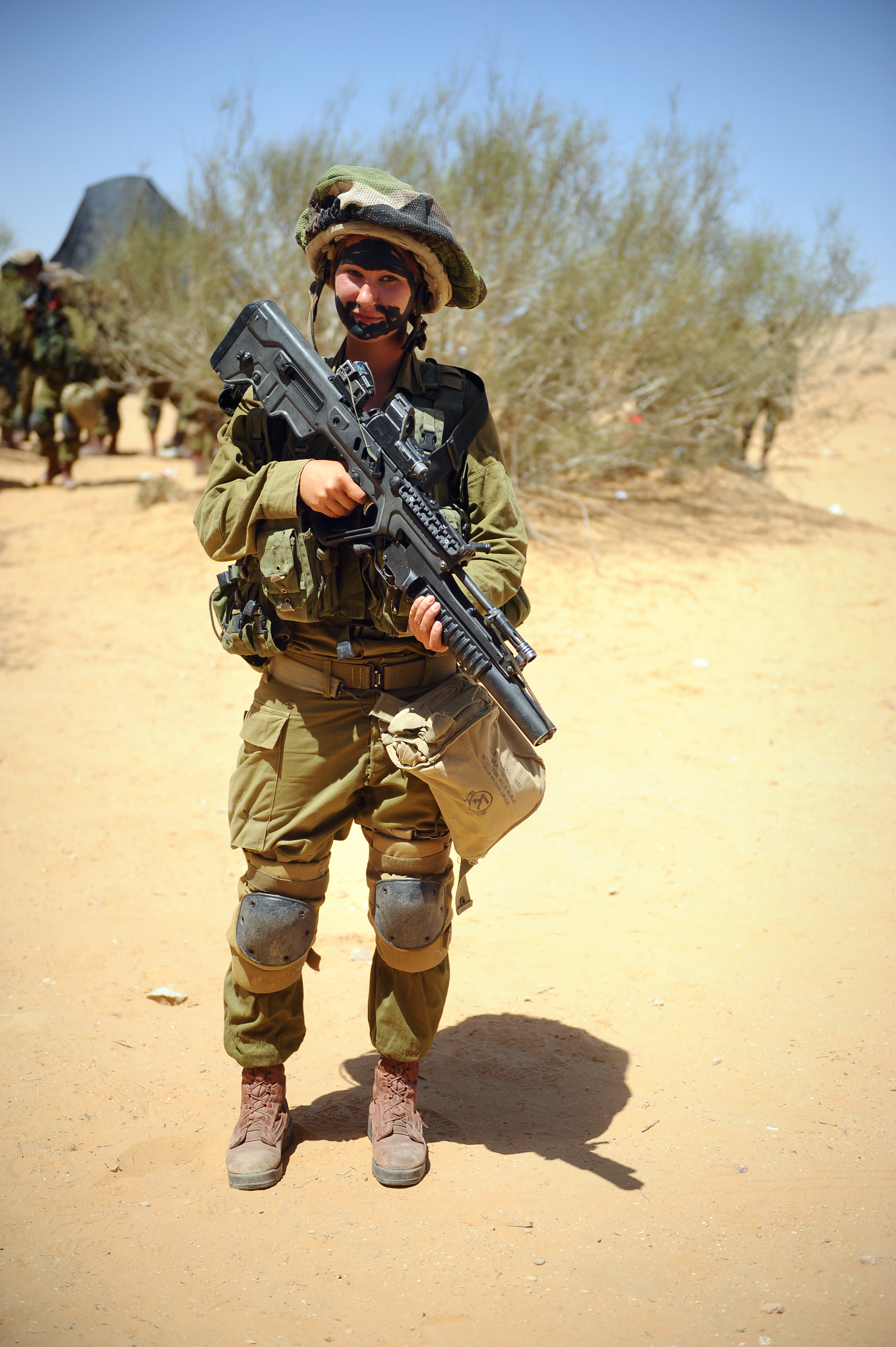
グレネードランチャー付タボールを持つカラカル大隊の女性兵士。
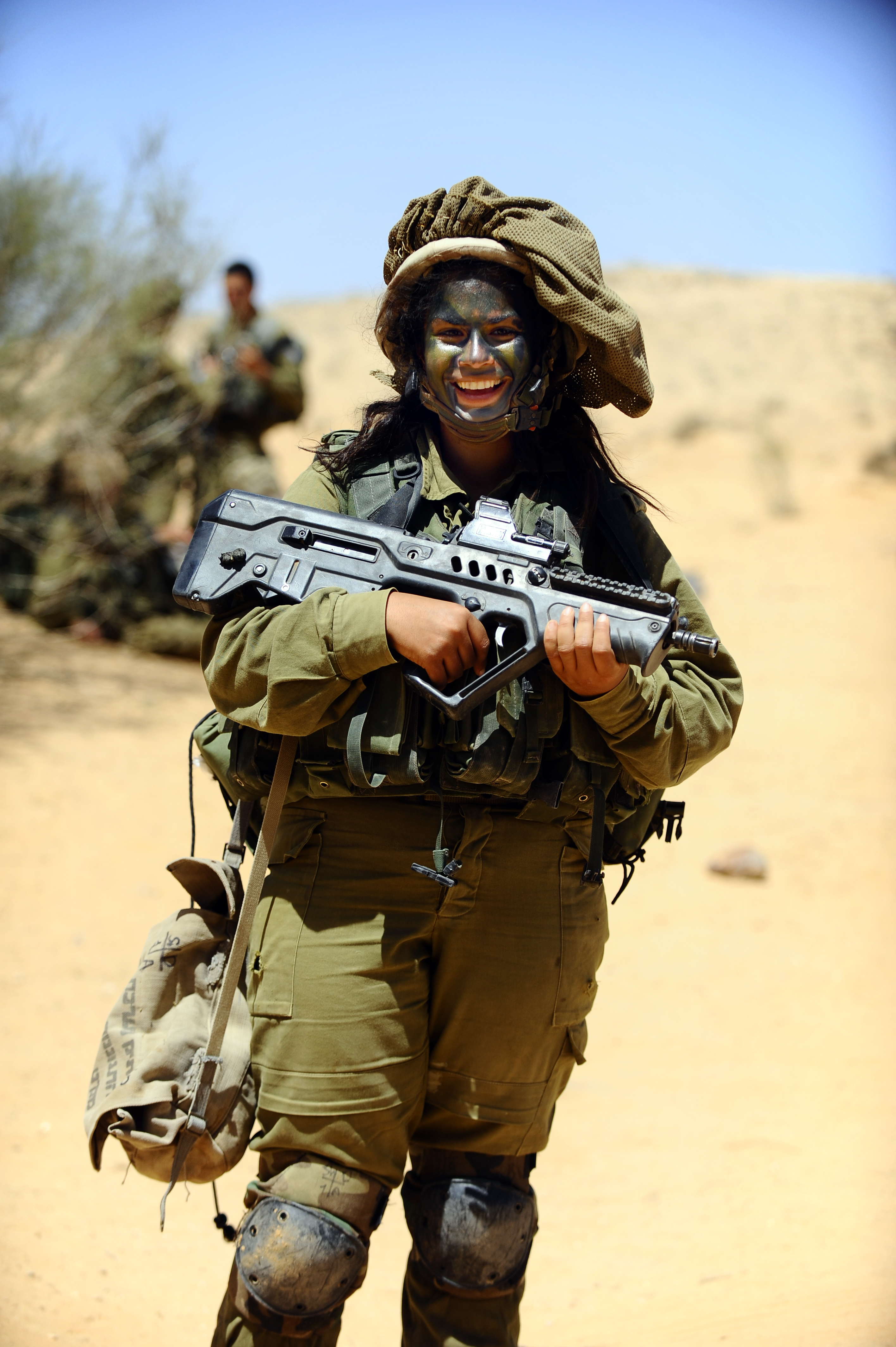
タボールを持つカラカル大隊の女性兵士。
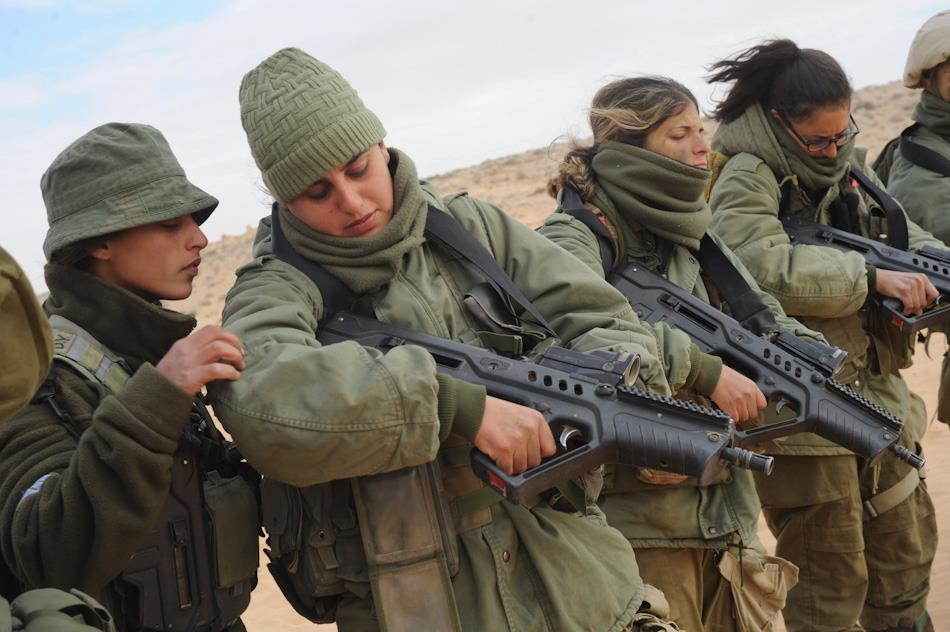
タボールの操作を習う女性兵士。
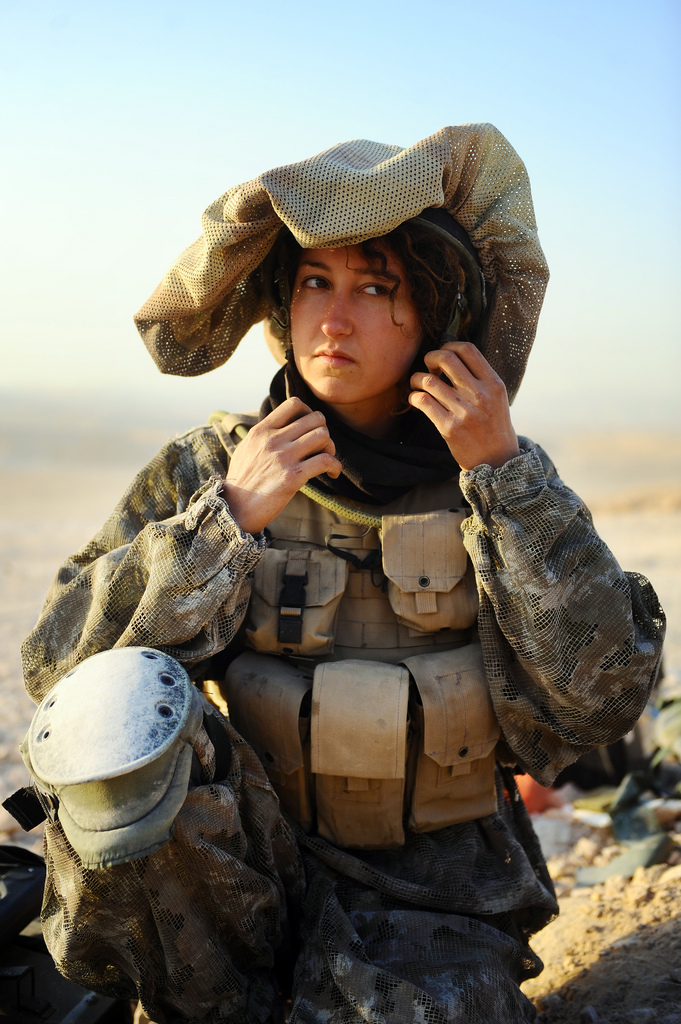
"ミツネフェット"（ヘルメットカバー）を装着する女性兵士。
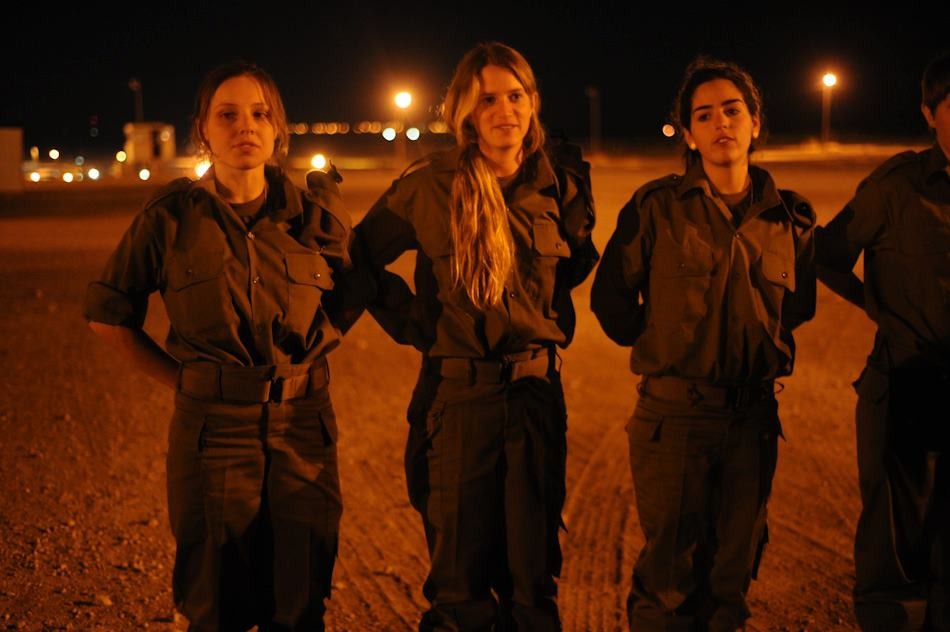
整列するカラカル大隊の女性兵士。